# Новогригорьевское сельское поселение (Крым)
Новогригорьевское се́льское поселе́ние (укр. Новогригорівське сільське поселення, крымскотат. Новогригорьевка кой юрту, Novogrigoryevka köy yurtu) — муниципальное образование в Нижнегорском районе Республики Крым России, в степном Крыму, у границы с Красногвардейским районом, в долине Салгира.
Административный центр — село Новогригорьевка.

## История
В советское время, 1930-е годы, был образован Новогригорьевский сельский совет.
Сельское поселение образовано в соответствии с законом Республики Крым от 5 июня 2014 года.

## Население
| 2001  | 2014  | 2015  | 2016  | 2017  | 2018  | 2019  |
| ----- | ----- | ----- | ----- | ----- | ----- | ----- |
| 2873  | ↘2191 | ↗2192 | ↘2177 | ↘2161 | ↘2149 | ↗2155 |
| 2020  | 2021  |       |       |       |       |       |
| ↗2158 | ↗2199 |       |       |       |       |       |

## Состав сельского поселения
| № | Населённый пункт | Тип населённого пункта       | Население |
| - | ---------------- | ---------------------------- | --------- |
| 1 | Новогригорьевка  | село, административный центр | ↘1002     |
| 2 | Владиславовка    | село                         | ↘839      |
| 3 | Коренное         | село                         | ↘350      |